# Asteroid de tip X
Asteroizii de tip X sunt o clasă de asteroizi, în care intră obiecte, spectrul cărora nu are nici o caracteristică. În această clasă sunt adunați diferite tipuri de asteroizi de diferite spectre, probabil cu compoziții diferite.